# Don Juan (comédie musicale)
Pour les articles homonymes, voir Don Juan (homonymie).
Don Juan est une comédie musicale québécoise de Félix Gray créée en 2003.

## Histoire
Dans une Séville romantique, fantasmée et intemporelle, les cœurs battent, se déchaînent et se brisent pour Don Juan. Jeune noble à la beauté farouche, libertin sans scrupule, le fils de Don Luis déchaîne les passions : séducteur cruel et blasphémateur, il attise le désir des unes, attire la haine des autres.
Lors d'un duel, il assassine froidement le Commandeur, un homme qu'il a outragé. Le meurtrier est dès lors maudit. Le voilà condamné à l'amour, amour qui signera sa chute.
Cette passion nouvelle et sincère naîtra avec Maria, sculptrice ingénue promise à un autre...

## Personnages principaux[1]
- Don Juan : jeune noble vaniteux, séducteur invétéré. Maudit pour le meurtre du Commandeur, il découvrira le véritable amour en s'éprenant de Maria.
- Maria : romanesque et ingénue, sculptrice de talent. Elle est fiancée à Raphaël. Par écho, elle subit elle-aussi la malédiction qui frappe Don Juan et la condamne à l'aimer.
- Raphaël : jeune militaire idéaliste, il est fiancé à Maria. Il aime cette dernière sincèrement. La découverte de la passion qui lie Juan à Maria embrase sa colère, vite enflammée par Elvira. Leur rivalité connaîtra une issue tragique.
- Isabel : diseuse de bonne aventure et ancienne conquête de Don Juan. Tolérante envers ce dernier, d'un naturel bienveillant et altruiste, ses prémonitions se révèlent toujours exactes.
- Elvira : alors qu'elle se dédiait aux ordres, la jeune fille a été séduite par Don Juan. Contraint de l'épouser, ce dernier ne lui manifeste ni affection, ni intérêt. Malgré ses supplications, son mari reste insensible à sa détresse. La jalousie qu'elle éprouve envers l'idylle naissante de Juan et Maria la pousse à dévoiler leur liaison à Raphaël.
- Don Luis : le père de Don Juan. Altruiste et honnête, il tente de remettre son fils dans le droit chemin. Son amour pour son enfant le pousse à tout lui pardonner, y compris l'indéfendable.
- Don Carlos : à la fois ami, protecteur et guide spirituel de Don Juan dont il est l'exact opposé. Il l'aime, le jalouse et le désapprouve à la fois. Leur amitié sincère sera toutefois vaine, Carlos ne pouvant protéger Juan de lui-même.
- Le Gitan : musicien anonyme, il a perdu sa fiancée, elle aussi séduite par Don Juan.

## Production québécoise

### Distribution originale de 2003

#### Chanteurs[1]
|                                                                       |  |  |
| Le duo phare du spectacle : Jean-François Breau et Marie-Ève Janvier. |  |  |

- Jean-François Breau / Stéphane Neville : Don Juan
- Marie-Ève Janvier / Anne-Céline Lopez : Maria
- Philippe Berghella / Stéphane Neville : Raphaël
- Cassiopée / Rita Tabbakh / Amandine : Isabel
- Cindy Daniel / Anne-Céline Lopez : Elvira
- Claude Fournier / René Lajoie : Don Luis
- Mario Pelchat / René Lajoie : Don Carlos
- Chico Castillo : le Gitan

#### Musiciens[2]
- Jose Rodriguez
- Joel Netry
- Manolo Pardo

#### Danseurs[2]
- Maria López
- Anabel Veloso
- Raquel Tamarit
- Noelia Fernandez
- Loli Sabariego
- Maria Jesus Cabezas
- Aguedo Murillo
- Yasmina Pineda
- Marta Iglesias
- Carlos Rodriguez
- Angel Rojas
- Ricardo López
- Alberto Ruiz Iglesias
- Carlos Elgueta
- Antonio Sanchez
- Miguel Lara
- David Pinar
- Ivan Martin
- Carlos Rodiguez Ortiz

Un jongleur, Gabriel Gagnon, est également présent sur scène.

### Distribution de 2012
- Jean-François Breau : Don Juan
- Marie-Ève Janvier : Maria
- Jonathan Roy : Raphaël
- Étienne Drapeau : Don Carlos
- Amélie B. Simard : Isabel
- Natasha St-Pier : Elvira
- Normand Lévesque : Don Luis

### Distribution de 2013
- Jean-François Breau : Don Juan
- Marie-Ève Janvier : Maria
- Jonathan Roy : Raphaël
- Étienne Drapeau : Don Carlos
- Rita Tabbakh : Isabel
- Cindy Daniel : Elvira
- Robert Marien : Don Luis

### Distribution de 2019 (version symphonique)

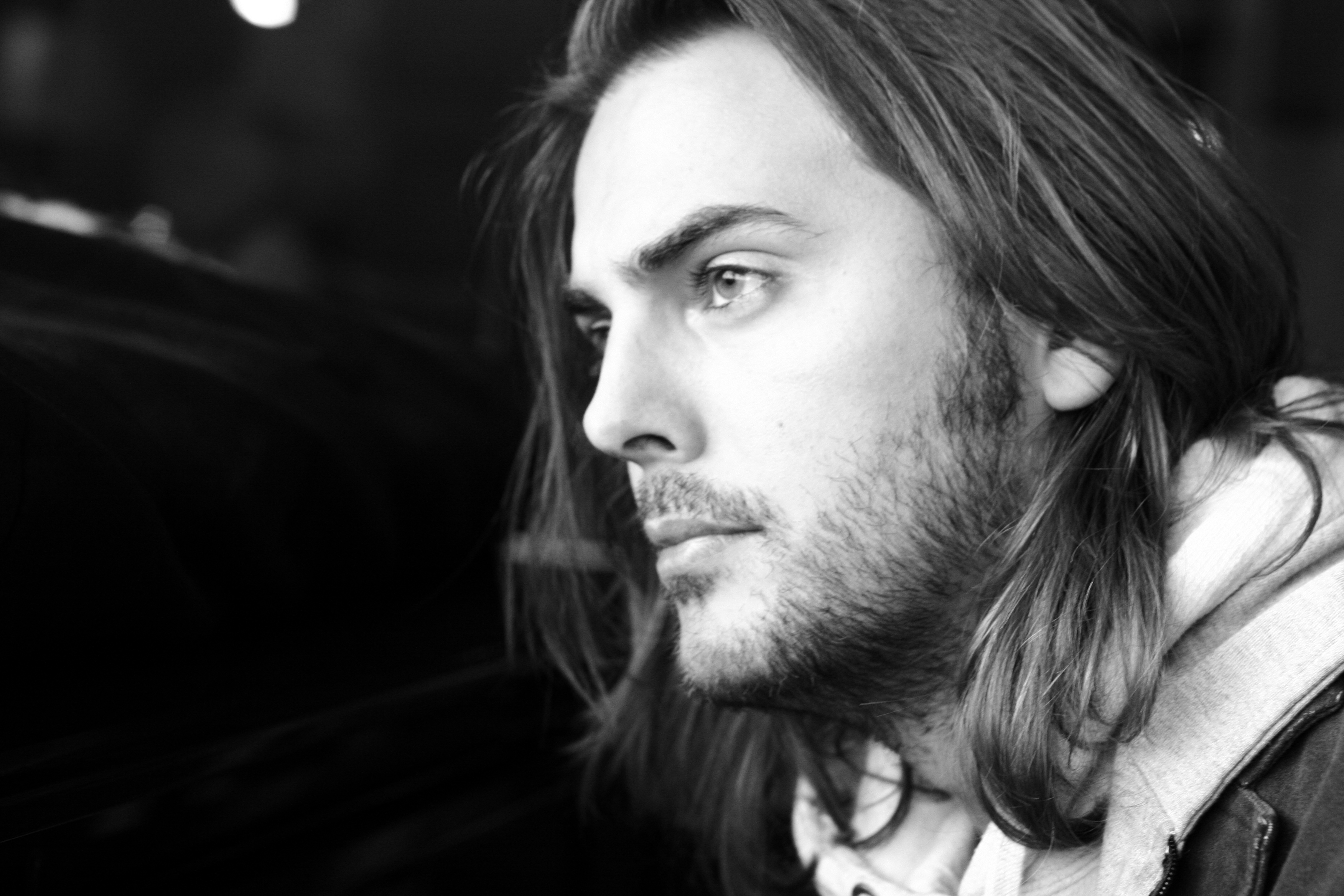
Philippe Berghella, créateur du personnage de Raphaël en 2003, reprend le rôle en 2019 et 2024.

- Jean-François Breau : Don Juan
- Marie-Ève Janvier : Maria
- Philippe Berghella : Raphaël
- Cassiopée : Isabel
- Cindy Daniel : Elvira
- Robert Marien : Don Luis
- Mario Pelchat : Don Carlos

### Distribution de 2024 (tournée du vingtième anniversaire)[3]
- Gian Marco Schiaretti : Don Juan
- Cindy Daniel : Maria
- Philippe Berghella : Raphaël
- Roxane Filion : Isabel
- Alyzée Lalande : Elvira
- Robert Marien : Don Luis
- Laurent Bàn[4] / Olivier Dion : Don Carlos

## Numéros musicaux
| 1. Don Juan se bat avec le Commandeur (Prologue et ouverture) 2. Un grand homme est mort 3. Soit maudit Don Juan 4. L’Homme qui a tout 5. Cœur de pierre 6. Mon nom 7. Dis-lui 8. Dites-lui 9. Une mèche de cheveux (retirée du spectacle) 10. Un message de ton père 11. L'Apparition du Commandeur 12. Mon fils 13. Les Fleurs du mal 14. Du plaisir 15. Vivir 16. Belle Andalouse 17. N’as-tu pas honte ? 18. Les Femmes 19. Reste encore 20. L'amour quand il vient 21. Ne la reconnais-tu pas ? / La Statue du Commandeur 22. Tu es encore là ! / La Statue du Commandeur 23. Statue de pierre 24. Aimer 25. Le Sang des soldats | 1. Séville au matin (Ouverture) 2. Les Amoureux de Séville 3. Changer 4. Qui ? 5. Je pense à lui 6. Deux à aimer 7. L’amour est plus fort (remplace Deux à aimer, version 2012 ; absente de la version 2013) 8. Venge-nous 9. Seulement l’amour (rappels 2013) 10. Maria 11. Je le tuerai pour ça (danse) 12. Jalousie 13. Demain à l’aube 14. Pourquoi le bruit ? 15. Pitié pour personne 16. Les Anges 17. L’Enfant du diable 18. Seul 19. Tristesa Andalucia 20. Duel à l’aube 21. Je meurs d’amour 22. Don Juan est mort 23. Les Amoureux de Séville (saluts) 24. Changer (rappels 2004) 25. Nous, on veut de l'amour (Rappels 2012) |

Note : La version 2012 a incorporé les chansons Nous, on veut de l'amour et L'amour est plus fort, composées en 2003 pour la distribution originale (Cindy Daniel, Marie-Ève Janvier et Geneviève Charest) mais retirées avant la première.

## Genèse du projet[1]
Félix Gray, fasciné depuis longtemps par la figure de Don Juan, souhaite s'en inspirer pour un spectacle musical.
Si l'intrigue propose un développement original, elle débute comme la pièce de Molière. Pour peaufiner son antihéros, Gray puise également dans le texte L'Abuseur de Séville de Tirso de Molina. C'est en effet à ce moine castillan du XVIIe siècle que revient la paternité du personnage, dramaturge auquel le compositeur veut rendre hommage.
Gray aspire également à présenter un autre visage du séducteur, plus vulnérable, « une facette plus sensible qu'on ne lui soupçonnait pas ».
Il choisit en outre de situer sa trame dans une Espagne intemporelle qui ne correspond ni au siècle de Molière et Molina, ni à notre époque contemporaine. Ce parti pris lui permet de ne pas s’embarrasser de la vraisemblance historique tout en conservant les duels à l'épée.
La mise en scène est signée Gilles Maheu.
Les danses, pour l'essentiel du flamenco, ont été chorégraphiées par Angel Rojas et Carlos Rodriguez.

## Accueil public
Dès ses débuts, Don Juan rencontre un immense succès : 200 000 exemplaires de l'album sont écoulés avant même la première et la pré-vente dépasse le cap des 100 000 billets. Le spectacle est joué au Québec avant d'entreprendre une tournée mondiale, notamment en France puis en Corée du Sud. Une captation, enregistrée au Palais des Congrès de Paris le 30 mai 2005, est éditée en DVD courant 2008.
En 2012, 600 000 personnes avaient assisté au spectacle.
Plusieurs versions du spectacle se monteront par la suite. Si Jean-François Breau et Marie-Ève Janvier incarneront le couple principal à chaque fois jusqu'en 2024, de nouveaux venus rejoignent le second casting dès 2012. Suivant l'exemple de Starmania et Notre-Dame de Paris, des concerts symphoniques sont organisés courant 2019.
En 2024, la tournée anniversaire témoigne de l'engouement intact du public. Les spectateurs couvrent cette nouvelle tournée de succès. Le producteur Paul Dupont-Hébert annonce 50 000 billets sont vendus.

## Réception critique

### Retours sur la production originale
Malgré un succès public indiscutable, la première mouture du spectacle partage la presse spécialisée. Christian St-Pierre, du site Voir, souligne que « les danseurs, virtuoses, sont la véritable colonne vertébrale du spectacle, sa substance, son cœur ». Il salue les performances vocales du casting, nettement plus à l'aise dans le chant que le jeu : « Jean-François Breau a tout le coffre que son personnage nécessite. Cindy Daniel et Geneviève Charest donnent des frissons. Marie-Ève Janvier, Philippe Berghella, Mario Pelchat et Claude Lancelot livrent sans difficulté la marchandise ». Il déplore néanmoins « les airs faciles, les refrains sans cesse répétés, les orchestrations pompeuses, les rimes plus ou moins bien ficelées et les personnages univoques. [...] Le fil narratif est distendu, l’intrigue, hasardeuse, relâchée, quand elle ne fait pas carrément du sur-place. Molière et Tirso de Molina doivent se retourner dans leurs tombes ».
Sylvain Cormier, journaliste pour Le Devoir, admire les chorégraphies, « le plus grand attrait du spectacle ». Il dresse un portrait cassant de Breau : « un minet demeure un minet, et on ne pouvait un seul instant croire que son Don Juan avait pu séduire — et encore moins abandonner cruellement — qui que ce soit. Sec, rigide, ampoulé, il était le mauvais amateur dans une belle troupe de pros et de pros en devenir ». A l'interprète principal, il préfère « Mario Pelchat, très à l'aise et convaincant en Don Carlos le confident », « Claude Gauthier, souverain » ou « Philippe Berghella, étonnant d'intensité ». Cormier ajoute que Breau fait pâle figure face à l'ensemble de ses co-stars féminines.
Philippe Rezzonico (Le Journal de Montréal) évoque un show « époustouflant ».
Du côté de La Presse, Marie-Christine Blais titre « Du plaisir…et tout pour réussir ». Malgré quelques faiblesses, la journaliste souligne la puissance des derniers tableaux : « c'est la force de la troupe de danseurs couplée à celle des comédiens-chanteurs, [...] la mise en scène de Maheu est remarquable pendant cette montée dramatique, les uns et les autres devenant spectateurs mutuels ». Elle salue surtout les danseurs et l'orchestre : « La sensualité, c'est l'incroyable danseuse Maria López, à couper le souffle de tous et toutes. La séduction, ce sont les danseurs Miguel Lara, Ricardo López et leurs cinq compagnons. Et la fièvre, c'est celle du flamenco qui anime Chico Castillo et les musiciens sur scène ».
Les débuts parisiens de Don Juan sont davantage encensés. La présence de Johnny Hallyday lors de l'avant-première, ainsi que l'enthousiasme du chanteur, sont largement commentés par Le Parisien l'AFP ; cette dernière évoque un « Don Juan passionné qui a réchauffé les cœurs et enflammé le Palais des Congrès ».
Du côté de France-Soir, on affirme que « la comédie musicale a triomphé devant le tout Paris. [...] Le flamenco, danse sensuelle et violente, vient à point nommé ».
François Delétraz, du Figaro Magazine, affirme qu'il s'agit là de « la soirée familiale par excellence : les enfants regardent avec de grands yeux, et les parents avec satisfaction ».
Coté Femme loue ce « spectacle aux accents gitans » et « ses ballets flamencos ponctués de castagnettes ».

### Retours sur le revival
Lors de sa reprise en 2012, le spectacle rencontre toujours des avis nuancés. 

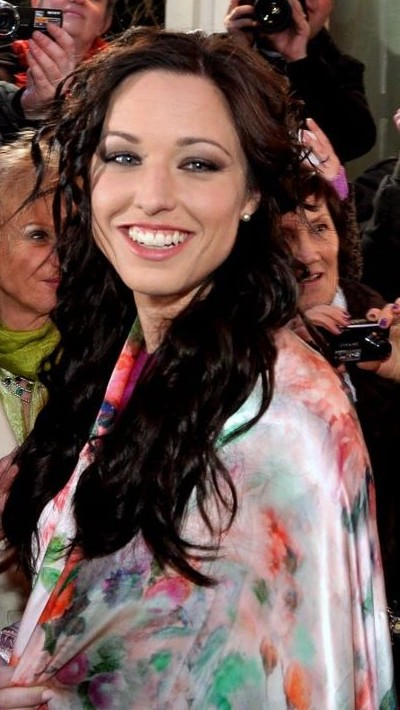
Natasha St-Pier campe Elvira durant le revival de 2012.

Nathalie Katinakis, du site spécialisé Musical Avenue, affirme qu'il est « difficile de résister aux attraits de ce spectacle, dont les faiblesses sont éclipsées par les remarquables numéros de danse et le talent de Jean-François Breau qui incarne un Don Juan romantique. [...] Avec sa voix claire et puissante, sa présence scénique et son jeu nuancé, c’est lui qui porte le spectacle à bout de bras. On croit à son personnage et on attend avec impatience les numéros où il est à l’honneur. Sa compagne dans la vie, Marie-Ève Janvier, interprète également à nouveau Maria avec beaucoup de sincérité et de naturel ». Pour la chroniqueuse, le reste de la distribution souffre hélas « d’une inévitable comparaison avec les interprètes originaux de la pièce » ; c'est le cas notamment de Natasha St-Pier, « certes très à l’aise vocalement mais [...] difficile d’oublier la chanteuse au profit du personnage d'épouse trahie de Don Juan ». Les autres points forts se situent dans les visuels et les prestations des danseurs : « en plus de la qualité des décors et des éclairages, l’excellente intégration des combats à l’épée et l’esthétique d’ensemble, Don Juan se démarque par ses épatants numéros de danse. Les danseurs de flamenco nous livrent des performances exceptionnelles, sans oublier les interprétations gitanes de Chico Castillo qui apportent une valeur ajoutée au spectacle ».
En 2019, Christian Saint-Pierre du Devoir salue la version symphonique et l'alchimie du duo principal : « En pleine possession de ses moyens, plus que jamais en adéquation avec son sulfureux personnage, [Jean-François Breau] emplit la salle de sa voix puissante, osant même quelques pas de flamenco. Puis il entonne Seulement l’amour avec Marie-Ève Janvier et l’émotion devient palpable. Sur scène, à ce moment précis, le réel et la fiction se confondent, si bien que la gorge de Janvier se serre et que sa voix cristalline se brise un instant. Quand Breau prend la main de celle qu’il aime, comme pour l’aider à se ressaisir, le geste d’un romantisme absolu déclenche, tout comme le concert dans son ensemble, une formidable liesse ».

### Retours sur la tournée du vingtième anniversaire
Pour célébrer les vingt ans du spectacle, une tournée anniversaire est organisée en 2024. Soixante-dix représentations sont données en Chine et à Taiwan, au printemps ; par la suite, à l'été, la comédie musicale retourne sur ses terres natales et est programmée à Ottawa, Montréal, Québec ou encore Trois-Rivières. Pour la première fois dans une mouture francophone, le tandem Jean-François Breau/Marie-Ève Janvier cède sa place à un autre duo. Le séducteur et son amante sont incarnés par Gian Marco Schiaretti et Cindy Daniel, cette dernière ayant été révélée par son rôle d'Elvira dans la toute première production de Don Juan. Le nouveau couple phare est largement commenté par les journalistes.
La presse se montre cette fois largement plus positive qu'elle ne l'avait été lors des débuts du spectacle. La prestation de Gian Marco Schiaretti et l'ajout des projections sont unanimement salués.
Mario Boulianne, pour Le Droit, est dithyrambique : « On ne s’ennuie pas de Jean-François Breau et de Marie-Ève Janvier — ceci dit en tout respect pour ces deux artistes. Dans le rôle de Don Juan, Gian Marco Schiaretti est très convaincant. Son jeu est très physique, sexy à souhait, doublé d’une voix puissante et juste. On a adoré son interprétation de la pièce Du plaisir et Belle Andalouse [...]. La scénographie signée par Guillaume Lord met bien en valeur la mise en scène de Gilles Maheu alors que l’utilisation d’un tapis roulant et d’un énorme écran en fond de scène optimise les effets présentés sur les différents tableaux. [...] Les chorégraphies de Carlos Rodriguez et de Angel Rojas [flirtent] carrément avec le génie. [...] On reste envoûté et sous le charme de Don Juan ».
Christine Manzo (TVA Nouvelles LCN) est tout aussi séduite : « Aussi grandiose 20 ans plus tard ! Gian Marco Schiaretti est un parfait Don Juan, et quelle voix ! Les danseurs à eux seuls valent le déplacement. On connaît encore plus de chansons qu’on le pense et on les fredonne encore longtemps après être sorti de la salle ! ». Les échos sont similaires du côté de sa collègue Isabelle Perron qui loue une « histoire d'amour tragédie toujours efficace 20 ans plus tard » ainsi qu'une « production bien ficelée ».
Anne-Andrée Daneau, chroniqueuse radio-télé pour QUB, salue « un spectacle flamboyant dans une ambiance espagnole aux musiques rythmées et envoûtantes ! Avec ses nombreux classiques musicaux, c’est assurément un spectacle à voir en famille. Toutes les générations pourront apprécier cette histoire romantique ! ».
Le journaliste Claude Deschênes est sous le charme et encense le parti-pris de la comédie musicale : « Voilà donc un spectacle produit par des Français (ceci explique les gros moyens), utilisant le génie créatif des Québécois, et qui fait rayonner la langue française ici comme à l’étranger. [...] Personnellement, je ne peux qu’adhérer à une telle proposition ».
Du côté du Journal de Montréal, Bruno Lapointe ne tarie pas d'éloges : « [...] chacun des 36 titres dont est composé Don Juan résonne encore aujourd'hui avec autant de force et de justesse, sublimés par une distribution quasi irréprochable. Les attentes étaient pourtant élevées, surtout envers Gian Marco Schiaretti, nouvel interprète du personnage-titre. Et il réussit à les surpasser avec brio. Oui, le bellâtre italien a la gueule de l’emploi. Mais au-delà de son apparence, Gian Marco Schiaretti séduit par ses prouesses vocales impressionnantes et son charisme indéniable [...], le chanteur incarne à la perfection un Don Juan nuancé, tantôt froid, tantôt vulnérable. À ses côtés, Olivier Dion épate grandement dans la peau de Don Carlos, ami et confident de Don Juan. [...] Le seul maillon faible de cette distribution s'avère être Cindy Daniel; la chanteuse a beau avoir un timbre de voix magnifique, elle nous offre une Maria désincarnée et peu charismatique [...]. L'œuvre de Félix Gray ne cessera jamais de nous envoûter par sa magie et son génie ».
Jean Siag, de La Presse, tempère l'engouement général : « Pour narrer cette histoire, ce sont plus de 35 chansons qui sont au programme (18 pour chacun des deux actes). Et même si certaines pièces (jolies) sont devenues des classiques – on pense à Changer, Belle Andalouse, Seul ou Les fleurs du mal, d’'utres sont des bluettes un peu simples. [...] Parlant des interprètes, ils livrent tous une très belle performance, à commencer par Gian Marco Schiaretti, qui a repris le rôle de Don Juan de Jean-François Breau. L’acteur et chanteur italien chante magnifiquement, en plus de se déplacer avec l’aisance et le charisme commandés par son personnage. Mention spéciale à Philippe Berghella dans son rôle de Raphaël [...] Enfin, un mot sur les projections – une nouveauté par rapport aux productions précédentes – qui permettent à la fois d’ajouter des éléments de décors (virtuels) à ceux déjà en place, qui incluent de très belles montures de chevaux ».
Egalement nuancée, Nathalie Katinakis, du site spécialisé Musical Avenue, revient sur le nouveau tandem en ces termes : « Cindy Daniel [...] campe cette fois une Maria touchante et sensible. De son côté, le charismatique Gian Marco Schiaretto incarne un Don Juan charmeur et rebelle, fidèle aux exigences de ce personnage. Si l’alchimie entre les deux artistes n’est pas toujours palpable, leurs voix chaudes et puissantes se complètent à merveille ». Elle affirme que « Don Juan réussit son pari de renouveler sa distribution, sans pour autant nous faire regretter la précédente. Cependant, certaines images véhiculées sont plus difficiles à accepter aujourd'hui et les éléments conventionnels du spectacle peuvent sembler datés. Malgré cela, le charme opère toujours avec des mélodies et des performances qui continuent de séduire le public ».

## Adaptations japonaises

### Productions de la Revue Takarazuka

#### Production
L'adaptation et la mise en scène de Don Juan (ドン・ジュアン) sont signées Yamato Ikuta. Trois chorégraphes, Sakuragi Ryousuke, Ooishi Hiroka, Satou Hiroki (spécialiste du flamenco), sont embauchés sur le spectacle.
La production nippone est montée par la Revue Takarazuka en 2016 puis en 2024.

#### Distributions

##### Distribution de 2016[19]
- Nozomi Fuuto : Don Juan
- Irodori Michiru : Maria
- Ema Naoki : Don Luis
- Miho Keiko : Isabel
- Maisaki Rin : Juanita
- Sahana Mako : Paloma
- Karyou Shizuru: Le Commandeur / Le Fantôme
- Shouno Chio : La fille du Commandeur
- Ayakaze Sakina : Don Carlos
- Kiraha Reo : Fernando / La Belle Andalouse
- Amatsuki Tsubasa : Sganarelle
- Shiramine Yuri : la mère de Don Juan
- Tachibana Kou : le Major de Séville
- Himehana Yukino : Tamara
- Towaki Sea : Raphaël
- Kanou Yuuri : Jose
- Arisa Hitomi : Elvira
- Nonoka Himari : Don Juan enfant
- Sakuraba Mai : Sandra
- Agata Sen : Marcelo
- Suwa Saki : Le Gitan

##### Distribution de 2024[20]
- Towaki Sea : Don Juan
- Hoshizora Misaki : Maria
- Ema Naoki : Don Luis
- Miho Keiko : Isabel
- Shimon Yuriya : Fernando / La Belle Andalouse
- Kureha Maki : Sganarelle
- Ayaki Hikari : Le Commandeur / Le Fantôme
- Rinno Shizuka : Paloma
- Sakino Mion : Juanita
- Mano Kazuma : Nacho
- Taou Shun : Antonio
- Ryouha Mare : Sergio
- Kinami Raito : Don Carlos
- Shiki Sumire : Tamara
- Futaba Yuyu : La fille du Commandeur / Sandra
- Amashiro Rein : Raphaël
- Mihane Ai : Elvira
- Misora Maru : Jose
- Marena Yui : Lucia
- Koharu Himeka : Carla
- Ryou Mikuru : Marcelo

#### Supports physiques
Une captation du spectacle de 2016, mettant en scène la troupe Neige, sort en DVD le 7 octobre 2016 et en blu-ray le 17 juillet 2020.
Une captation de la version de 2024, mettant en scène la troupe Fleur, sort en blu-ray le 18 octobre 2024.

### Productions du Akasaka ACT Theater

#### Distributions

##### Distribution de 2019
- Taisuke Fujigaya : Don Juan
- Misako Renbutsu : Maria
- Sōichi Hirama : Raphaël
- Sumire Haruno : Isabel
- Yuri Tsunemasu : Elvira
- Shingo Tsurumi : Don Luis
- Kōhei Ueguchi : Don Carlos
- Keigo Yoshino : le Commandeur

##### Distribution de 2021[21]

###### Chanteurs
- Taisuke Fujigaya : Don Juan
- Kiho Maaya : Maria
- Sōichi Hirama : Raphaël
- Sumire Haruno : Isabel
- Ai Tensho : Elvira
- Shingo Tsurumi : Don Luis
- Kōhei Ueguchi : Don Carlos
- Keigo Yoshino : le Commandeur

###### Danseurs et vocalistes
- Mizuka Ueno du Tokyo Ballet : la belle Andalouse
- Ami Norimatsu : meneuse de l'ensemble
- Tomokazu Kanuka : meneur de l'ensemble
- Toshiki Ichijo
- Hiroma Ito
- Mugen Kazama
- Risou Senna
- Kanshu Nishioka
- Kenji Nishida
- Yuya Miyagaki
- Hikaru Yamano
- Rika Yumino
- Maria Koishikawa
- Shimada Yuai
- Momoka Suzuki
- Sumiko Tani
- Marina Hanaoka
- Kotomo Hirai
- Ran Matsushima

#### Numéros musicaux[22]
| 1. 彼は全てを持っていた。 本当に大切なもの以外は (L'Homme qui a tout) 2. 偉大な男の死 (Un grand homme est mort) 3. 石のような冷たい心 (Cœur de pierre) 4. 俺の名は (Mon nom) 5. 友よ、共に (Amis, ensemble)* 6. 「お聞きください 伝えてください (Dites-lui) 7. 君の父上からの伝言 (Un message de ton père) 8. 息子よ(Mon fils) 9. 亡霊の登場 (L'Apparition du Commandeur) 10. 悪の華 (Les fleurs du mal) 11. 快樂 (Du plaisir) 12. アンダルシアの美女 (Belle Andalouse) 13. 望むならば (N’as-tu pas honte ?) 14. 女がわからない (Les femmes)* 15. 行かないで (Reste encore) 16. 亡霊の登場 - リプライズ (L'Apparition du Commandeur - Reprise) 17. 愛を知る時 (L'amour quand il vient) 18. 騎士団長の像 (La Statue du Chevalier Commandeur) 19. 石の像 (Statue de pierre) 20. エメ(Aimer) 21. 兵士の血 (Le Sang des soldats) 22. 何かが変わり始めている ている (Quelque chose commence à changer)* | 1. セビリアの恋人たち (Les amoureux de Séville) 2. 変わる (Changer) 3. 呪い。(La Malédiction)* 4. ドン・ルイとエルヴィラの諍い (Différend entre Don Luis et Elvira)* 5. 噂 (Rumeur) 6. 恨みを晴らして (Venge-nous) 7. 彼を愛している (Je pense à lui) 8. 愛だけが (Seulement l'amour) 9. マリア (Maria) 10. 乱闘 (La querelle) 11. 明日の、夜明けに (Demain, à l’aube) 12. 嫉妬 (Jalousie) 13. 人は、何故 (Pourquoi le bruit ?) 14. 誰に対しても情けはかけない (Pitié pour personne) 15. 一人 (Seul) 16. 愛が、呪い (L'amour est une malédiction)* 17. 夜明けの決闘 (Duel à l'aube) 18. 愛のために、俺は死ぬ (Je meurs d'amour) 19. ドン・ジュアンの死 (Mort de Don Juan) 20. カーテンコール- 何かが変わり始めている (Rappels : Quelque chose commence à changer)* |

Note : Les titres équivalents du spectacle francophone sont indiqués entre parenthèses, sauf mention contraire.
* Musique conservée mais message, interprète ou contexte différents.

#### Production

##### 2019
Déjà à l'œuvre pour la Revue Takarazuka, Yamato Ikuta signe cette nouvelle production de Don Juan, destinée au Akasaka ACT Theater (en) de Tokyo ; il reprend en charge l'adaptation et la mise en scène. Cette fois encore, les chorégraphies sont assurées par le trio Sakuragi Ryousuke/Ooishi Hiroka/Satou Hiroki.
La pop star Taisuke Fujigaya y campe le rôle principal. Il s'agit de la première comédie musicale portée par le chanteur du groupe Kis-My-Ft2. Pour Yamato Ikuta, cette décision est évidente : « Lorsque j'ai rencontré [Fujigaya] pour la première fois, j'ai découvert le nouveau Don Juan, la nouvelle star de comédie musicale que je recherchais ».
La comédie musicale fait ses débuts en 2019, elle se joue à Tokyo, Osaka et Kariya.

##### 2021
Les représentations connaissant un fort succès, la comédie musicale est rapidement reprogrammée. Le projet est brièvement interrompu en raison de l'épidémie de COVID-19.

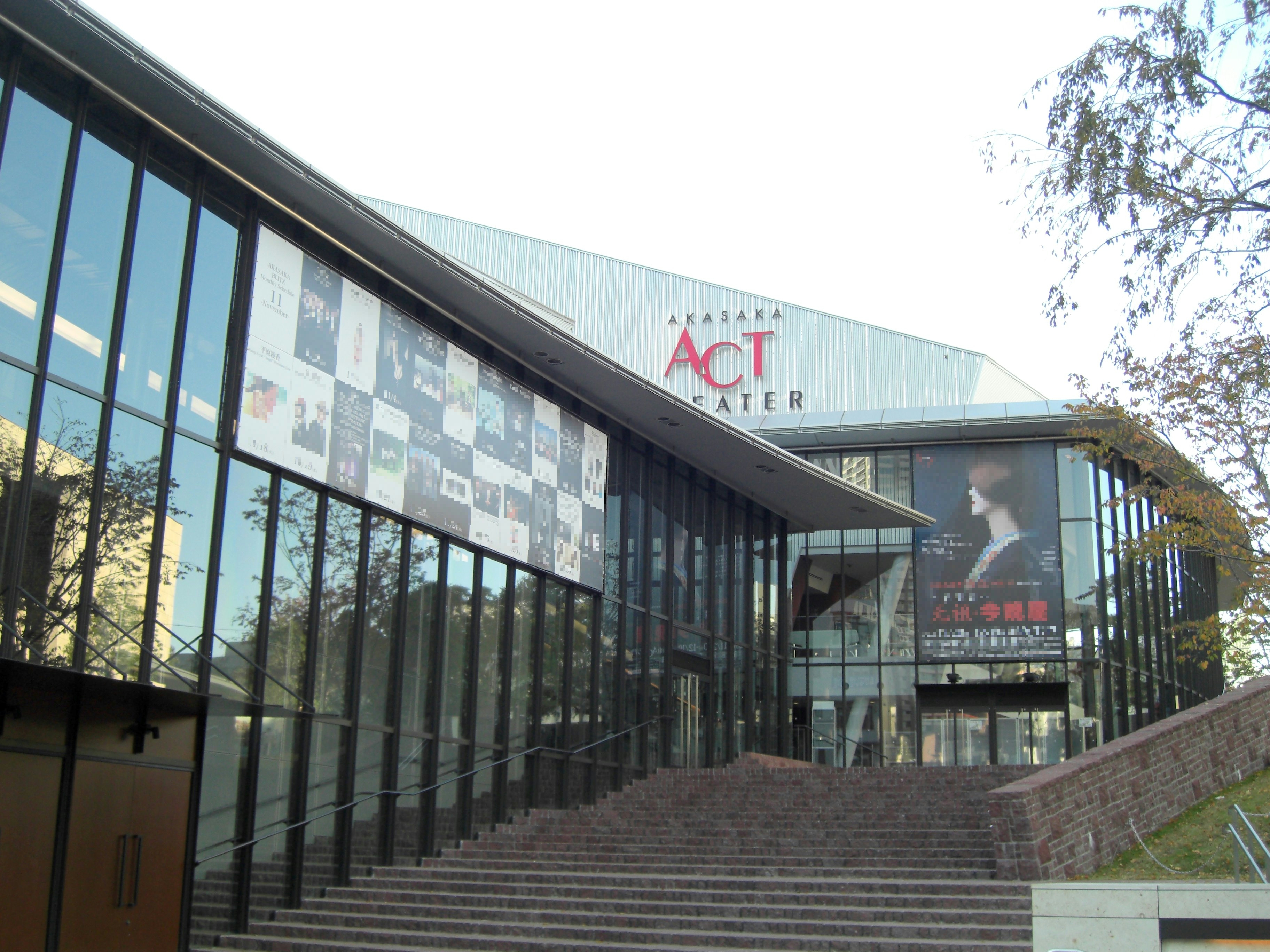
Le Akasaka ACT Theater, où Don Juan a été joué et où la captation du spectacle a été réalisée.

En 2021, le spectacle est à l'affiche du Akasaka ACT Theater (en) de Tokyo et du Umeda Arts Theater d'Osaka, toujours avec Taisuke Fujigaya dans le rôle titre.
L'ensemble du casting original est de retour, à l'exception de Misako Renbutsu (Maria) et Yuri Tsunemasu (Elvira) ; le grand amour de Don Juan et sa maîtresse bafouée sont désormais incarnées respectivement par Kiho Maaya et Ai Tensho.
Yamato Ikuta affirme que, si « le décor et les accessoires sont identiques à ceux de la première mouture, le jeu de [Taisuke Fujigaya], tout comme celui de l'ensemble de la troupe, a gagné en profondeur et en intensité après ces deux ans ».
Fujigaya estime que le spectacle est la pièce maîtresse de sa carrière. Pour épouser au mieux le physique de son personnage et casser son image juvénile, l'interprète principal a développé sa musculature et s'est astreint un entraînement strict .
Kiho Maaya, dont c'est le premier rôle hors de la Revue Takarazuka, suscite une certaine curiosité de la part de la presse, notamment vis-à-vis des scènes de baisers et de proximité avec ses co-stars masculines. Elle est alors amenée à préciser son rapport à ses partenaires : « Je l'ai dit dans pas mal d'interviews mais je ne vois pas vraiment les gens comme des hommes ou des femmes. Je les vois comme des interprètes et des compagnons de scène ».

#### Modifications notables[22]
On relève plusieurs différences notables entre les versions francophones et japonaises.
Cette version de la comédie musicale propose plusieurs clins d’œil à la trame originale imaginée par Molière, notamment une immense table où dansent des couverts fantomatiques, en référence au fameux festin de pierre.
Le Gitan est absent de la trame et ses titres sont redistribués à Isabel, Don Carlos, Maria ou le Commandeur.
Le Commandeur interprète plusieurs chansons, là où le personnage était représenté par un danseur dans la mise en scène originale ; son importance est grandement renforcée au sein de l'intrigue.
Maria et Raphaël apparaissent beaucoup plus tôt dans l'acte 1.
Si Jean-François Bréau et Marie-Ève Janvier, le couple original de Don Juan, dansaient peu dans les moutures québécoises, Taisuke Fujigaya et Maaya Kiho participent à plusieurs tableaux chorégraphiés.
Quelques scénettes jouées sont intercalées entre les morceaux, là où l'ensemble du spectacle de Félix Gray était chanté.

#### Support physique
La production bénéficie d'une sortie DVD le 15 avril 2022 : deux versions sont disponibles, une simple et une collector pourvue d'un livre photo. Les bonus comportent un tour de table avec l'équipe, un montage alternatif du spectacle d'une durée de vingt minutes ainsi qu'une pastille dédiée à la création du décor.